# Боб Бимон
Роберт „Боб“ Бимон (енгл. Robert "Bob" Beamon; Њујорк, 29. август 1946) је бивши амерички атлетичар, најпознатији по својем тадашњем светском рекорду у скоку удаљ (8,90 метара) који је запрепастио спортску јавност на Олимпијским играма у Мексико Ситију 1968. године.
Фантастични скок из Мексика је остао један од најупечатљивијих тренутака у спорту 20. века. Не само да је Бимон изненадио себе и конкуренцију таквим подвигом, већ су и судије да би измерили скок морали потражити додатни метар пошто на припремљеном оптичком систему за мерење дужине скокова једноставно није било могуће измерити толику дужину. Након што је после подужег поновљеног мерења на стадиону објављена дужина скока и сам Беамон је пао на колена у неверици. За илустрацију зашто је тај резултат био толико чудан важно је напоменути да је до тог тренутка службени светски рекорд у скоку удаљ био обаран 13 пута од 1901. године од када се воде резултати. Просечан раст рекорда је био 0,06 m, а највећи до тада забележени раст је био 0,15 m. Бимон је у једном скоку побољшао рекорд за 0,55 m! Рекорд је остао необорен 23 године, све до скока Мајка Пауела, који је 1991. године доскочио на 8,95 m. Бимонов рекорд је још увек други скок (стање 20.4.2007) свих времена те важећи олимпијски рекорд. Један од фактора је свакако била велика надморска висина на којој се одвијало такмичење, јер је том приликом оборено доста светских рекорда у спринтерским дисциплинама и скоковима којима погодује проређен ваздух. Ипак, то не објашњава у потпуности Бимонов скок, поготово ако се има у виду да је до тада његов лични рекорд био 8,33 m, а да је након чудесног скока на следећим такмичењима најдаље доскочио на само 8,22 m.

## Детињство
Роберт Бимон рођен је на Јужној Јамајци, у Квинсу а одрастао је у стамбеној управи Њујорка.
Када је похађао средњу школу, открио га је Лери Елис, познати тренер. Бимон је касније постао део америчког атлетског тима.  Бимон је започео факултетску каријеру на Пољопривредном и техничком државном универзитету Северне Каролине, да би био близу своје болесне баке. Након њене смрти, пребацио се на Универзитет у Тексасу у Ел Пасу, где је добио стипендију за атлетику.
Године 1965, Бимон је поставио национални рекорд у троскоку и био други у држави у скоку у даљ. 1967. године освојио је ААУ титулу у дворани и сребрну медаљу на Панамеричким играма, обе у скоку у даљ.
Бимон је суспендован са Универзитета у Тексасу у Ел Пасу због учешћа у бојкоту такмичења са Универзитетом Бригам Јанг због учења Мормонове књиге о раси. Његов колега олимпијац Ралф Бостон постао је његов незванични тренер.

## Летње олимпијске игре 1968. године
Бимон је учествовао на Летњим олимпијским играма 1968. у Мексико Ситију као фаворит за освајање златне медаље, победивши у 22 од 23 сусрета у којима је учествовао те године, укључујући најбољи резултат у каријери од 8,33 m (еквивалентно 27 ft (8,2 m) 4 инча) и најбољи на свету од 8,39 m (27 ft. 6 1⁄2 in.) који је био неприкладан за књигу рекорда због превелике помоћи ветра. Те године је освојио AAU и NCAA титулу у скоку у даљ и троскоку у дворани, као и титулу AAU у скоку у даљ на отвореном. Био је близу да пропусти олимпијско финале, преступивши своја прва два покушаја у квалификацијама. Са само једном преосталом шансом, Бимон је поново одмерио свој приступ са места испред табле и направио прави скок који га је довео до финала. Тамо се суочио са два претходна освајача златне медаље, Американцем Ралфом Бостоном (1960) и Лином Дејвис из Велике Британије (1964), и двоструким освајачем бронзане медаље Игором Тер-Ованесијаном из Совјетског Савеза.
Дана 18. октобра, Бимон је поставио светски рекорд у скоку у даљ са првим скоком од 8,90 m (29 ft. 2 1⁄2 in.), чиме је побољшао постојећи рекорд за 55 cm (21 2⁄3 in.). Када је спикер навео растојање за скок, Бимон — који није био упознат са метричким мерењима — још увек није схватио шта је урадио. Када му је његов саиграч и тренер Ралф Бостон рекао да је оборио светски рекорд за скоро две стопе, ноге су му поклекнуле, а зачуђени и преплављени Бимон је доживео кратак напад катаплексије  изазван емотивним шок, и срушио се на колена, тело му није могло да се издржи, ставивши руке преко лица. Бранећи олимпијског шампиона Лин Дејвис је рекао Бимону: „Уништио си овај догађај“, а у спортском жаргону, нови придев – бимонескан – ушао је у употребу да се опишу спектакуларни подвизи.
Пре Бимоновог скока, светски рекорд је оборен тринаест пута од 1901, са просечним повећањем од 6 cm (2 1⁄2 in) и највећим повећањем од 15 cm (6 in). У годинама након тог скока, та раздаљина се сматрала непобедивом. Било је потребно 12 година да још једно људско биће скочи 28 ft (8,5 m), а још дуже 29. Његов светски рекорд је стајао 23 године док није коначно оборен 1991. када је Мајк Пауел скочио 8,95 m (29 ft. 4 3⁄8 in) на Светском првенству у Токију, али Бимонов скок је и даље олимпијски рекорд и 56 године касније остаје други по дужини легални скок у историји. Један новинар је Бимона назвао „човеком који је видео муње“. Спортски новинар Дик Шап написао је књигу о том скоку, Савршен скок.
Бимон се спустио у свом скоку близу другог краја пешчане јаме, али оптички уређај који је био инсталиран за мерење удаљености скока није био дизајниран да мери скок такве дужине. Ово је приморало званичнике да ручно мере скок, што је додало аури скока. Бимонов скок светског рекорда је магазин Спортс Илустрејтед прогласио је једним од пет највећих спортских тренутака 20. века.

## Каснији живот
Убрзо након Олимпијских игара у Мексико Ситију, Бимона су регрутовали Финикс санси у 15. колу НБА одабира 1969. године, али никада није играо у НБА утакмици. Године 1972, дипломирао је социологију на Универзитету Аделфи.
Бимон је радио у различитим улогама на промовисању омладинског атлетизма, укључујући сарадњу са бившим гувернером Калифорније Арнолдом Шварценегером и Бимонов рад на атлетским програмима неколико универзитета. Он је графичар са радовима које је излагао посредством организације Уметност олимпијаца (AOTO), и био је извршни директор Музеја уметности олимпијаца у Форт Мајерсу, Флорида.
Године 1977, Бимон је постао атлетски тренер на Међународном универзитету Алијант (раније познат као Међународни универзитет САД) у Сан Дијегу.

## Кретање Бимоновог резултата
| Година       | 1962 | 1963 | 1964 | 1965 | 1966 | 1967 | 1968 | 1969 | 1970 |
| Резултат (m) | 7,34 | 7,31 | 7,64 | 7,71 | 7,80 | 8,11 | 8,90 | 8,20 | 7,91 |

## Почасти
Бимон је примљен у Националну кућу славних у атлетици, а када је Олимпијска кућа славних у Сједињеним Државама 1983. почела уводити спортисте, Бимон је био један од првих примљених. Постоји улица Боб Бимон у Ел Пасу у Тексасу.